# 1323年
| 千纪： | 2千纪 |
| 世纪： | 13世纪 \| 14世纪 \| 15世纪                                                                                 |
| 年代： | 1290年代 \| 1300年代 \| 1310年代 \| 1320年代 \| 1330年代 \| 1340年代 \| 1350年代                           |
| 年份： | 1318年 \| 1319年 \| 1320年 \| 1321年 \| 1322年 \| 1323年 \| 1324年 \| 1325年 \| 1326年 \| 1327年 \| 1328年 |
| 纪年： | 癸亥年（猪年）；元至治三年；越南大慶十年；日本元亨三年；高丽至理三年                                       |

## 大事记
- 中国
  - 3月11日——翰林國史院向元英宗進呈《仁宗實錄》。
  - 3月26日——元英宗審定《大元通制》，頒行天下。
  - 9月4日——鐵木迭兒的義子鐵失趁著元英宗從上都避暑結束南返大都途中，在 南坡的刺殺了英宗及右丞相拜住等人，史稱南坡之變。
  - 10月4日——晉王也孫鐵木兒在漠北草原的龍居河（今克魯倫河）河畔登基，是為泰定帝。
  - 12月11日——泰定帝抵達大都。
  - 12月17日——泰定帝在大都大明殿接受諸王和百官朝賀。

- 印度
  - 德里蘇丹國王子穆罕默德·賓·圖格魯克攻滅卡卡提亞王朝。

## 逝世
- 5月31日——宋恭帝，南宋第七代皇帝（1274年—1276年在位）
- 9月4日——元英宗碩德八剌
- 9月4日——拜住